# Jesús Hoyos
Jesús Hoyos Fernández (Cantabria, España, 30 de enero de 1927 – Caracas, Venezuela, 18 de noviembre de 2012) fue un biólogo (UCV) venezolano, con especialidad en botánica en Lovaina y París. Ocupó el cargo de Director de la Sociedad de Ciencias Naturales La Salle. Fundador y primer Presidente de la Asociación Venezolana de Palmas (AVEPALMAS), editor de la revista NATURA. Como botánico publicó 15 libros sobre la Flora de Venezuela.
Como profesor tiene en su haber libros de texto de Biología para todos los años de Bachillerato. Perteneció a diferentes sociedades científicas y ambientalistas de Venezuela y del extranjero. Ha sido galardonado con diversidad de condecoraciones entre los cuales figura el "Premio Nacional de Conservación 1997"

## Obras Botánicas publicadas
- Árboles cultivados de Venezuela
- Los árboles de Caracas
- Flora tropical ornamental
- Plantas ornamentales de Venezuela
- Guía de árboles de Venezuela
- Palmas tropicales
- Flora emblemática de Venezuela
- Frutales en Venezuela
- Árboles tropicales ornamentalea
- Arborización y su mantenimiento en áreas urbanas
- Plantas tropicales ornamentales de tallo herbáceo
- Palmas en Venezuela
- Venezuela ecológica
- Regiones florísticas de Venezuela
- Arboricultura urbana

## Honores
El 27 de noviembre de 2007, Jesús Hoyos recibió el doctorado honoris causa de la Universidad Nacional Abierta.